# CONCACAF Gold Cup 2013/Finalrunde
Ergebnisse der Finalrunde CONCACAF Gold Cup 2013:

## Übersicht
|  | Viertelfinale        | Viertelfinale        |  |  | Halbfinale           | Halbfinale           |   |  | Finale | Finale |
|  |                      |                      |  |  |                      |                      |   |  |        |        |
|  | 20. Juli – Atlanta   |                      |  |  |                      |                      |   |  |        |        |
|  | Mexiko               | 1                    |  |  | 24. Juli – Arlington | 24. Juli – Arlington |   |  |        |        |
|  | Trinidad und Tobago  | 0                    |  |  | Mexiko               | 1                    |   |  |        |        |
|  | 20. Juli – Atlanta   | 20. Juli – Atlanta   |  |  | Panama               | 2                    |   |  |        |        |
|  | Panama               | 6                    |  |  | 28. Juli – Chicago   | 28. Juli – Chicago   |   |  |        |        |
|  | Kuba                 | 1                    |  |  | Panama               | 0                    |   |  |        |        |
|  | 21. Juli – Baltimore | 21. Juli – Baltimore |  |  |                      | Vereinigte Staaten   | 1 |  |        |        |
|  | Honduras             | 1                    |  |  | 24. Juli – Arlington | 24. Juli – Arlington |   |  |        |        |
|  | Costa Rica           | 0                    |  |  | Honduras             | 1                    |   |  |        |        |
|  | 21. Juli – Baltimore | 21. Juli – Baltimore |  |  | Vereinigte Staaten   | 3                    |   |  |        |        |
|  | Vereinigte Staaten   | 5                    |  |  |                      |                      |   |  |        |        |
|  | El Salvador          | 1                    |  |  |                      |                      |   |  |        |        |

### Viertelfinale
| 20. Juli 2013 | Mexiko           | 1:0                 | Trinidad und Tobago | Georgia Dome, Atlanta Zuschauer: 54.229 Schiedsrichter: Joel Aguilar (El Salvador) |
| 20. Juli 2013 | Raúl Jiménez 85′ | Report im Webarchiv |                     | Georgia Dome, Atlanta Zuschauer: 54.229 Schiedsrichter: Joel Aguilar (El Salvador) |

| 20. Juli 2013 | Panama                                                          | 6:1                 | Kuba        | Georgia Dome, Atlanta Zuschauer: 54.229 Schiedsrichter: Mark Geiger (Vereinigte Staaten) |
| 20. Juli 2013 | Torres 25′ (11 m), 37′ Rodriguez 68′ Pérez 78′, 87′ Jiménez 85′ | Report im Webarchiv | Alfonso 21′ | Georgia Dome, Atlanta Zuschauer: 54.229 Schiedsrichter: Mark Geiger (Vereinigte Staaten) |

| 21. Juli 2013 | Honduras  | 1:0                 | Costa Rica | M&T Bank Stadium, Baltimore Zuschauer: 70.540 Schiedsrichter: Courtney Campbell (Jamaika) |
| 21. Juli 2013 | Najar 49′ | Report im Webarchiv |            | M&T Bank Stadium, Baltimore Zuschauer: 70.540 Schiedsrichter: Courtney Campbell (Jamaika) |

| 21. Juli 2013 | Vereinigte Staaten                                          | 5:1                 | El Salvador               | M&T Bank Stadium, Baltimore Zuschauer: 70.540 Schiedsrichter: Enrico Wijngaarde (Suriname) |
| 21. Juli 2013 | Goodson 21′ Corona 29′ Johnson 60′ Donovan 78′ Diskerud 83′ | Report im Webarchiv | Rodolfo Zelaya 39′ (11 m) | M&T Bank Stadium, Baltimore Zuschauer: 70.540 Schiedsrichter: Enrico Wijngaarde (Suriname) |

### Halbfinale
| 24. Juli 2013 | Panama               | 2:1                 | Mexiko     | Cowboys Stadium, Arlington Zuschauer: 81.410 Schiedsrichter: Courtney Campbell (Jamaika) |
| 24. Juli 2013 | Pérez 13′ Torres 61′ | Report im Webarchiv | Montes 26′ | Cowboys Stadium, Arlington Zuschauer: 81.410 Schiedsrichter: Courtney Campbell (Jamaika) |

| 24. Juli 2013 | Vereinigte Staaten           | 3:1                 | Honduras   | Cowboys Stadium, Arlington Zuschauer: 81.410 Schiedsrichter: Wálter Quesada (Costa Rica) |
| 24. Juli 2013 | Johnson 11′ Donovan 27′, 53′ | Report im Webarchiv | Medina 52′ | Cowboys Stadium, Arlington Zuschauer: 81.410 Schiedsrichter: Wálter Quesada (Costa Rica) |

### Finale
| Panama                                      | Panama | Vereinigte Staaten | Vereinigte Staaten |
| ------------------------------------------- | --- | --- | ------------------ |
| Panama                                      | \| 28. Juli 2013 in Chicago (Soldier Field) \| \| Ergebnis: 0:1 (0:0) \| \| Zuschauer: 57.920 \| \| Schiedsrichter: Joel Aguilar ( El Salvador) \| \| Spielbericht \| | \| 28. Juli 2013 in Chicago (Soldier Field) \| \| Ergebnis: 0:1 (0:0) \| \| Zuschauer: 57.920 \| \| Schiedsrichter: Joel Aguilar ( El Salvador) \| \| Spielbericht \| | Vereinigte Staaten |
| Panama                                      | 0:1 Shea (68.) | | Vereinigte Staaten |
| 28. Juli 2013 in Chicago (Soldier Field)    | | |                    |
| Ergebnis: 0:1 (0:0)                         | | |                    |
| Zuschauer: 57.920                           | | |                    |
| Schiedsrichter: Joel Aguilar ( El Salvador) | | |                    |
| Spielbericht                                | | |                    |